# Françoise Jacquerod
Françoise Jacquerod (...) è una sciatrice alpina e giocatrice di curling svizzera paralimpica, che ha rappresentato la Svizzera nello sci alpino paralimpico ai Giochi paralimpici invernali del 1988 a Innsbruck (vincitrice di due medaglie d'oro) e nel curling in carrozzina nel 2022 a Pechino.

## Biografia
In seguito al ritrovamento della idroclorotiazide in un campione di urina fornito fuori concorso, il 16 febbraio 2022 Jaquerod è stata squalificata per 10 giorni dalla Swiss Sport Integrity. Finito il ban il 25 febbraio (motivando che la sostanza era presente nel campione in quanto, per uso terapeutico, agli atleti svizzeri erano stati prescritti dei farmaci contenenti idroclorotiazide), l'atleta è stata autorizzata a competere a Pechino 2022.
A competizione conclusa, l'organizzazione di Pechino 2022 ha impugnato la decisione del Comitato Paralimpico Internazionale (IPC) di far gareggiare Jaquerod presso la Corte Arbitrale dello Sport (CAS) Tuttavia l'IPC, Swiss Sport Integrity e Jaquerod hanno risolto la questione prima del procedimento del CAS; l'atleta ha accettato una squalifica di sei mesi, squalifica scaduta il 27 settembre.

## Carriera

### Sci alpino
Jacquerod si è classificata al 1º posto nello slalom gigante in 1:14.65 (sul podio Marilyn Hamilton, medaglia d'argento, che ha concluso la gara in 1:39.48 e terza Emiko Ikeda, bronzo in 1:52.32) e nello slalom speciale. Entrambe le gare si sono svolte durante i Giochi paralimpici invernali di Innsbruck del 1988, nella categoria LW10.

### Curling in carrozzina
Ha gareggiato per la Svizzera nel torneo di curling in carrozzina alle Paralimpiadi di Pechino 2022. La squadra ha vinto una sola partita e si è classificata al 11º posto su 11 squadre.

## Palmarès

### Paralimpiadi
Sci alpino
- 2 medaglie:
  - 2 ori (slalom gigante LW10 e slalom speciale LW10 a Innsbruck 1988)